# Венценосная куропатка
Венценосная куропатка (Rollulus rouloul) — единственный вид рода Rollulus (венценосные куропатки) семейства фазановые, обитающий в равнинных лесах на юге Бирмы, юге Таиланда, Малайзии, на Суматре и Борнео.

## Описание
Не крупная птица с коротким хвостом. Длина тела около 25 см. Самцы в среднем крупнее самок. Вокруг глаз у обоих полов "очки" из ярко-красной кожи. Ноги красные, без шпор.
Окраска самцов сверху металлически-зелёная, низ глянцевый тёмно-синий, крылья коричневые. Голова украшена высоким красным гребнем, белым пятном на лбу и чёрной щетиной. Самка имеет оливково-зелёное оперение, кроме  кроющих крыла коричневой окраски. На лбу у самок также имеется имеет синевато-серая щетина. Птенцы полностью тёмные. Молодые птицы окрашены как взрослые особи того же пола. Песня состоит из печального свиста «си-ул». 
Гнездо устраивают в углублении, выстланном листьями, сверху гнездо также покрывает опавшие листья. В кладке пять или шесть белых яиц, которые насиживают в течение 18 дней. В отличие от прочих курообразных, птенцы выкармливаются обоими родителями из клюва в клюв, а не клюют с земли. Недавно вылупившиеся птенцы, хотя и выводкового типа, ночуют в гнезде. 
Венценосные куропатки кормятся на земле, поедая плоды, семена и беспозвоночных. Будучи вспугнутыми отлетают недалеко.

## Охранный статус
Существует некоторая озабоченность по поводу влияния разрушения среды обитания этой птицы, особенно в связи с лесозаготовками.  Венценосная куропатка внесена Красный список МСОП находящихся под угрозой исчезновения со статусом Near Threatened. Вид включён в Приложение III СИТЕС. Вид обитает на многих охраняемых территориях разных стран.

## Галерея

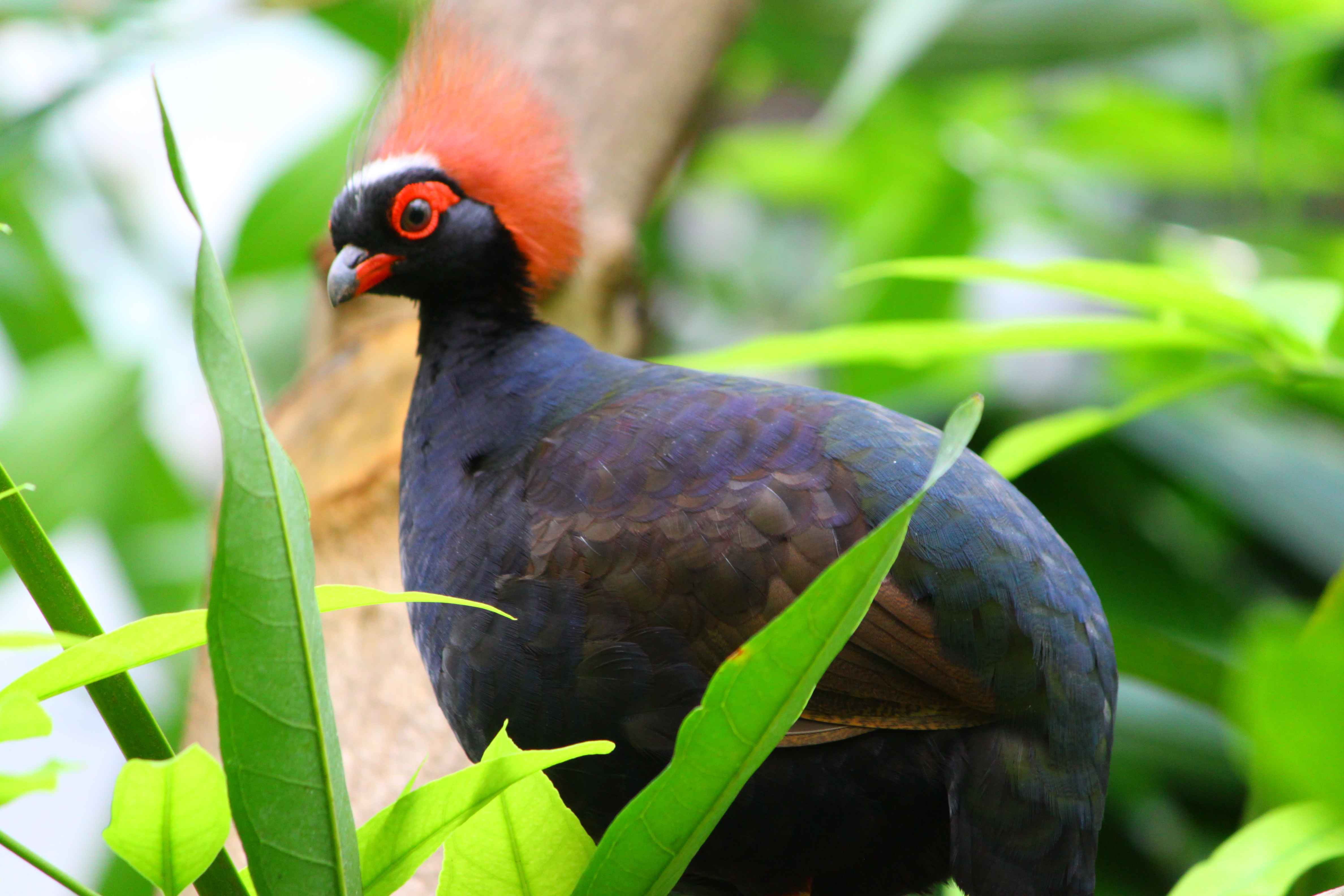
Самец в зоопарке Торонто
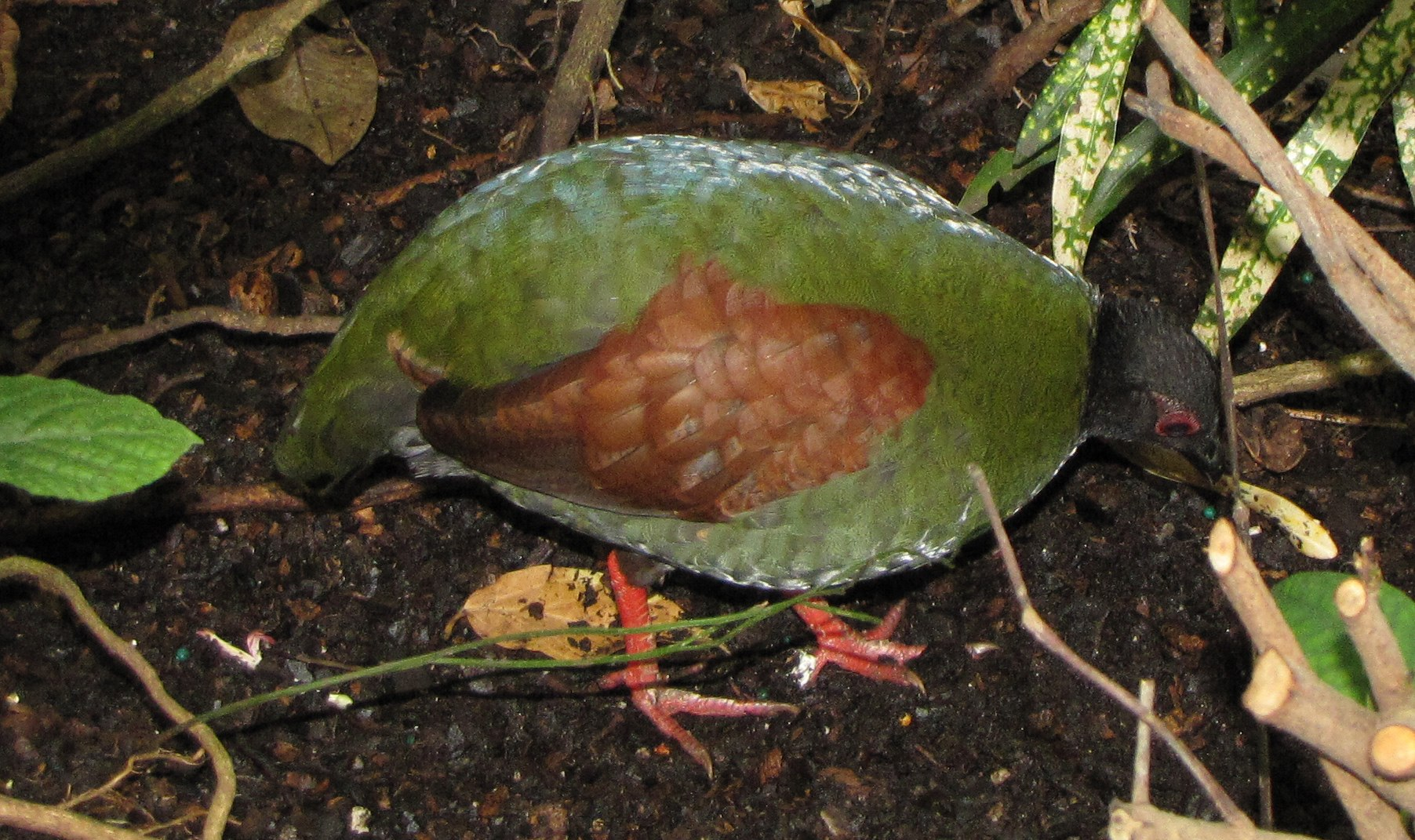
Самка
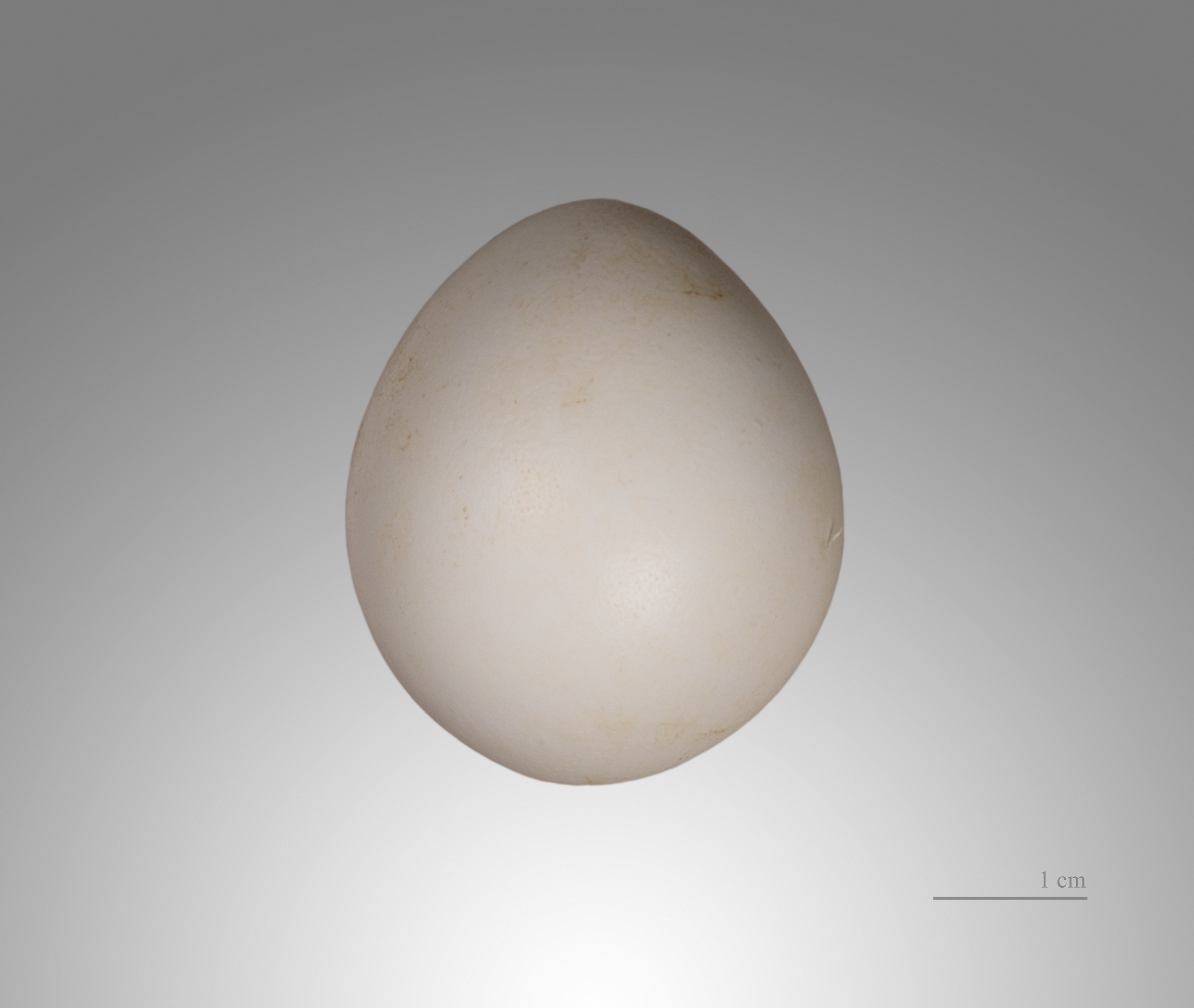
Яйцо в Тулузском музее
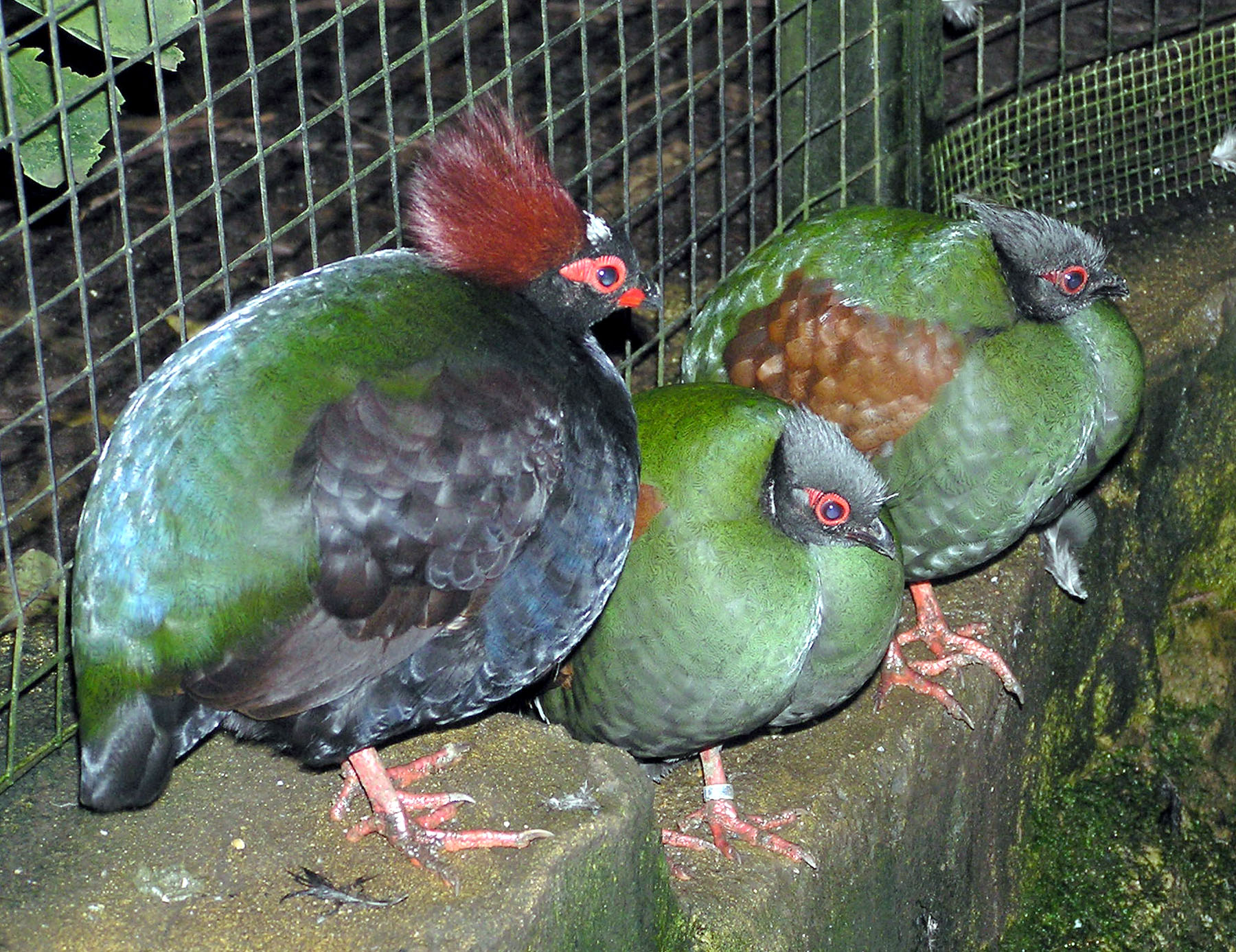
Самец с двумя самками